# Figura heraldyczna
Figura heraldyczna – wzór występujący na tarczy herbowej, powstały bądź z podziału tarczy, bądź z naniesienia na nią barwnej powierzchni; zaliczany do szeroko pojętych godeł heraldycznych.
Figury heraldyczne są tworzone przez przecięcie tarczy herbowej liniami, najczęściej prostymi, rzadziej łukowatymi, pod różnymi kątami i w różnych kierunkach. Przecinając tarczę herbową od krawędzi do krawędzi, najczęściej parami, tworzą obszar wypełniany innym kolorem (tynkturą) niż reszta tarczy. Powstały w ten sposób wzór nazywany jest figurą heraldyczną zaszczytną.
Pochodną figur zaszczytnych są figury uszczerbione - które nie dochodzą do brzegów tarczy. Specyficzną odmianą figur heraldycznych są niektóre futra  (łasicy, wiewiórki, popielicy) przedstawiane według starych reguł w sposób właściwy figurom. Inną formę modyfikowanych figur zaszczytnych uzyskiwano przez przemieszczenie figur zaszczytnych, ich modyfikację, multiplikację czy pomniejszenie.

figura zaszczytna - głowica
figura zaszczytna - krokiew
figura uszczerbiona - łękawica
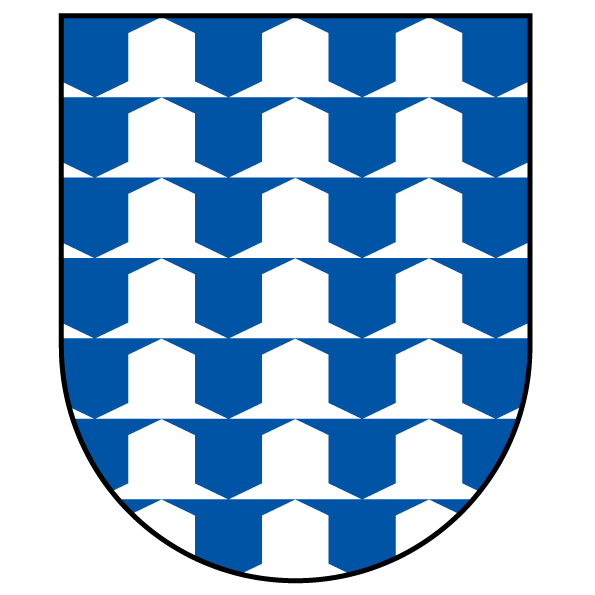
futro wiewiórki (vair)